# Marquesado de Montefuerte
El Marquesado de Montefuerte es un título nobiliario español creado por Real Decreto el 13 de enero de 1705, por el Rey Felipe V a favor de Juan Ortiz de Zúñiga y Caballero de Cabrera, caballero veinticuatro de la ciudad de Sevilla, caballero de la Orden de Santiago y maestrante de Sevilla. El Real Despacho fue extendido el 4 de diciembre de 1774 por Carlos III a favor de su nieto Luis Ortiz de Zúñiga y Pérez de Garayo, IV conde de Lebrija.

## Marqueses de Montefuerte
|                                 | Titular                                              | Periodo               |
| Creación por Felipe V           | Creación por Felipe V                                | Creación por Felipe V |
| ------------------------------- | ---------------------------------------------------- | --------------------- |
| I                               | Juan Ortiz de Zúñiga y Caballero de Cabrera          | 1705-                 |
| II                              | José Ortiz de Zúñiga y Fernández de Santillán        |                       |
| III                             | Luis Ortiz de Zúñiga y Pérez de Garayo               | 1774-                 |
| IV                              | Rafaela Ortiz de Zúñiga y Fernández de Valdespino    | 1789-1811             |
| V                               | Fernando de Espinosa y Fernández de Córdoba          | 1811-1864             |
| Rehabilitación por Alfonso XIII |                                                      |                       |
| VI                              | María del Carmen de Aguilar y Nieto                  | 1892-1893             |
| VII                             | Juan Bautista de Aguilar y Armesto                   | 1893-1915             |
| VIII                            | María de las Mercedes Castillejo y Sánchez de Teruel | 1918-1951             |
| IX                              | José María Márquez y Castillejo                      | 1953-1972             |
| X                               | José Joaquín Márquez y Ulloa                         | 1974-1999             |
| XI                              | María de las Mercedes Márquez y Garralda             | 2001-actual titular   |

## Historia de los Marqueses de Montefuerte[2]
- Juan Ortiz de Zúñiga y Caballero de Cabrera (1660-   ), I marqués de Montefuerte, caballero veinticuatro de la ciudad de Sevilla, caballero de la Orden de Santiago y maestrante de Sevilla.

1. Casó con Ana Urraca Fernández de Santillán y Villegas (1658-   ), hija de los I marqueses de la Motilla. Le sucedió su hijo:

- José Ortiz de Zúñiga y Fernández de Santillán, II marqués de Montefuerte, caballero veinticuatro de la ciudad de Sevilla.

1. Casó con Rafaela Pérez de Garayo y Ochoa, II condesa de Lebrija. Le sucedió su hijo:

- Luis Ortiz de Zúñiga y Pérez de Garayo, III marqués de Montefuerte y IV conde de Lebrija, señor de la torre, palacio y solar de Garayo en Amézaga (Álava), caballero veinticuatro perpetuo de la ciudad de Sevilla.

1. Casó con su prima tercera Ana Gertrudis Fernández de Valdespino y Dávila (1733-   ), nieta materna de los I condes de Valhermoso. Le sucedió su hija:

- Rafaela Ortiz de Zúñiga y Fernández de Valdespino (1755-1811), IV marquesa de Montefuerte y V condesa de Lebrija.

1. Casó con Ignacio de Auñón y Osorio de la Vega, V marqués de Nevares. Sin descendientes.
2. Casó con Francisco de Borja Fernández de Córdova y Hoces, cadete del Regimiento de Caballería del Príncipe, caballero de la Orden de San Juan de Jerusalén, hijo de los II marqueses de la Puebla de los Infantes, grandes de España honorarios. Sin descendientes. Le sucedió su sobrino nieto cuarto:

- Fernando de Espinosa y Fernández de Córdoba (1807-1864), IV conde del Águila, V marqués de Montefuerte, IX de Paradas y VII de la Sauceda, IV conde de Prado Castellano, maestrante de Sevilla (tataranieto de María de la Esperanza Ortiz de Zúñiga y Fernández de Santillán, hija de los I marqueses de Montefuerte, y de su marido Juan Bruno Tello de Guzmán y Ribera).

1. Casó con María del Rosario Desmaissières y Fernández de Santillán, hija de los VI marqueses de la Motilla. Sin descendientes.

Rehabilitado en 1892 por:
- María del Carmen de Aguilar y Nieto, VI marquesa de Montefuerte (tataranieta de Ana Mencía Ortiz de Zúñiga y Fernández de Santillán, hija de los I marqueses de Montefuerte, y de su marido Francisco Domonte y Córdoba, marqués de Villamarín). Le sucedió por afinidad su sobrino, por cesión en 1893:

- Juan Bautista de Aguilar y Armesto (   -1915), VII marqués de Montefuerte, contraalmirante de la Armada.

1. Casó con Teresa Lemus Ojeda y Gámez. Le sucedió:

- María de las Mercedes Castillejo y Sánchez de Teruel (1864-1951), VIII marquesa de Montefuerte y VII condesa del Paraíso, hija de los III condes de Floridablanca, grandes de España, y VII condes de Villa Amena de Cozvíjar (quinta nieta de Teresa Micaela Ortiz de Zúñiga y Fernández de Santillán, hija de los I marqueses de Montefuerte, y de su marido Francisco Alfonso Sánchez de Teruel y Cepeda, III conde de Villa Amena de Cozvíjar).

1. Casó con José María Márquez y Márquez (1859-1927), abogado, cuatro veces diputado a Cortes por Motril por el Partido Conservador, consiguió del Gobierno la aprobación de la construcción del puerto de Motril, delegado social de Agricultura de Andalucía Oriental del Ministerio de Fomento, vocal de la comisión permanente del Consejo Superior de Fomento, dos veces senador del Reino por Granada,[3] consejero de gobierno del Banco de España, miembro de la comisión permanente de la Asociación General de Ganaderos, miembro de la Sociedad General de Agricultores, gerente de la Sociedad de Electricidad Seccitana, caballero de la Orden de Santiago, hermano mayor de la Hermandad del Refugio de Granada y hermano de la Real Hermandad del Refugio de Madrid. Le sucedió su hijo:

- José María Márquez y Castillejo (1892-1972), IX marqués de Montefuerte, ingeniero mecánico-electricista del I.C.A.I., alférez honorario de Ingenieros de la Armada, gentilhombre de cámara con ejercicio y servidumbre de Alfonso XIII, caballero y comendador mayor de Aragón de la orden de Calatrava, vocal del Real Consejo de las Órdenes Militares, maestrante de Sevilla, cruz de la orden del Mérito Naval, deportado a Villa Cisneros en el Sáhara Español en 1932 por su participación en «La Sanjurjada», el golpe de Estado monárquico capitaneado por el general Sanjurjo, durante la Segunda República.

1. Casó con María del Rosario Patiño y Losada[4] (1902-1942), IV duquesa de Grimaldi, grande de España, hija de los II condes de las Quemadas. Le sucedió su nieto:

- José Joaquín Márquez y Ulloa (1949-1999), VI duque de Grimaldi, grande de España, X marqués de Montefuerte, Conde de las Quemadas, abogado (hijo de José Joaquín Márquez y Patiño, V duque de Grimaldi, grande de España, y de su mujer María de las Mercedes de Ulloa y Ramírez de Haro).

1. Casó con María del Carmen Pries y Picardo (1955), hija de los III condes de Pries.
2. Casó con María del Pilar Garralda y Ruiz de Velasco (1948), hija de los III condes de Autol. Le sucedió, de su segundo matrimonio, su hija:

- María de las Mercedes Márquez y Garralda (1987), XI marquesa de Montefuerte.